# Валентин Наливайченко
Валентин Наливайченко е украински политик, дипломат и филолог. Депутат, бивш заместник-министър на външните работи на Украйна (2004 – 2005) и председател на Службата за сигурност на Украйна.

## Биография
Роден е на 8 юни 1966 г. в гр. Запорожие. Завършва с отличие „Английска филология“ в Киевския национален университет през 1990 г. В периода 1991 – 1993 г. учи в Краснознаменния институт „Юрий Андропов“ на КГБ на СССР (от декември 1994: Академия по външно разузнаване на Русия). Свободно владее английски и финландски език.
Работи като дипломат в посолството на Украйна във Финландия (1994 – 1997). През 1997 – 2001 г. е завеждащ отдел и заместник-началник на Консулското управление на Министерството на външните работи на Украйна. През 2001 г. е назначен за генерален консул в посолството на Украйна в САЩ, а през ноември 2003 г. – за директор на Департамент „Консулска служба“ на МВнР. На 3 февруари 2004 г. става заместник-министър на външните работи на Украйна. С президентски указ от 30 декември 2005 г. е назначен за извънреден и пълномощен посланик на Украйна в Беларус.
Председател е на Службата за сигурност на Украйна в периода от 2006 до 2010 г. Избран е за депутат в Парламента на Украйна от партията Украински демократически алианс за реформи (УДАР) през 2012 г.